# 소련 지도부
소련 지도부(러시아어: руководителей Сою́з Сове́тских Социалисти́ческих Респу́блик 루카바디뗄 소유스 소베츠키흐 소치알리스티체스키흐 레스푸블리크[*])는 소비에트 사회주의 공화국 연방(이하 소련)의 최고 권력자로서 국가를 영도한 단일 인물 또는 복수 인물들로 이루어진 집단이다. 1917년 소비에트 헌법 발효 이후 소비에트 사회주의 공화국 연방(이하 소련)은 장관평의회 주석을 정부수반으로, 최고 소비에트 상임간부회 주석을 국가원수로 삼았다. 정부수반인 장관평의회 주석은 제1세계의 총리에 대응하는 직책이며, 최고 소비에트 상임간부회 주석은 대통령에 대응하는 직책이라고 볼 수 있다. 소련의 70년 역사상 "지도자"라는 공식 직함이 존재한 적은 한 번도 없었으나, 대개 정부수반 또는 서기장직을 갖고 있는 이가 최고권력자로서 소련 지도부의 수장격이었다. 블라디미르 레닌의 이념에 따라 소비에트 국가의 지도부는 전위대 체계론의 집단체제로서 존재해야 했다.
이오시프 스탈린이 1920년대 소련 공산당의 지도자가 되고  중앙위원회 서기장에 취임하면서 서기장이 사실상의 최고지도자가 되었다. 소비에트 사회주의 공화국 연방은 프롤레타리아 독재 국가였기 때문에 당권을 잡은 서기장이 당과 내각 모두를 통솔할 수 있었기 때문이다. 이후 스탈린은 자기 살아 생전에 서기장직을 폐지하지만 스탈린 사후 니키타 흐루쇼프가 "제1서기"라는 직함으로 부활시켰고, 1966년 레오니트 브레즈네프가 니카타 흐루쇼프의 수정주의를 비판하며 "서기장" 직함으로 환원시켰다. 1990년까지 공산당 지도부로서 서기장 공관이 소비에트 사회주의 공화국 연방의 최고 지도부 역할을 했다. 서기장직은 임기나 승계에 관한 규정이 없었다. 그래서 전임 서기장이 사망하거나 실각할 경우 후임자는 정치국, 중앙위의 지지를 받아 서기장에 취임할 수 있었다. 1990년 3월 만들어진 소련 대통령직은 명목상으로는 국가원수인 최고 소비에트 주석을 대체한 직위이나 전연방의 지도자이자 최고권력자로서 서기장을 대체한 것이었다.
주로 단일 지도자의 지도하에 운영되었으며, 여러 당료들이 집단지도체제를 꾸려 운영하는 경우도 있었다. 대개 이러한 집단지도체제 하의 지도부는 세 명의 당료들의 합의로 운영되었기 때문에 삼두체제(러시아어: тро́йка 트로이카[*])라고도 하였다.

## 역대 지도부 목록
칼표(†)는 재임 중 사망자를 의미한다.
| 성명 (생몰연도)                                                                                     | 증명사진                                                                           | 전당대회                                                            | 최고권력 유지 시기                   | 비고 |
| --------------------------------------------------------------------------------------------------- | ---------------------------------------------------------------------------------- | ------------------------------------------------------------------- | ------------------------------------ | --- |
| 블라디미르 레닌 (1870년–1924년)                                                                     |                                                                                    | 제11차–제12차                                                       | 1922년 12월 30일 ↓ 1924년 1월 21일†  | 인민위원평의회(소브나르콤) 주석으로서 권력을 장악한 레닌은 볼셰비키의 사실상 지도자이기는 했으나 그 "지도자"임이 공식적으로 명시된 것은 아니었다. 1917년부터 러시아 소비에트 연방 사회주의 공화국(RSFSR) 주석을, 1922년부터 소비에트 사회주의 공화국 연방(USSR) 주석에 재임하였고, 1924년 죽을 때까지 집권했다. |
| A man in a dark suit, light shirt and light tie, holding a paper and looking straight to the camera |                                                                                    | A man in a dark suit, light shirt and a tie, looking right "at you" | 1922년 5월 ↓ 1925년                  | 블라디미르 레닌이 뇌졸중을 일으키자 삼두체제가 성립되어 레닌의 유고를 대신했다. 삼두체제는 레프 카메네프, 이오시프 스탈린, 그리고리 지노비예프로 이루어져 있었다. 1925년 카메네프와 지노비에프가 스탈린과 결별하고 레프 트로츠키에게 가담하기로 하면서 삼두체제는 붕괴되었다 이후 카메네프, 지노비예프, 트로츠키는 모두 스탈린에게 살해당한다. |
| 레프 카메네프 (1883년–1936년)                                                                       | 이오시프 스탈린 (1878년–1953년)                                                    | 그리고리 지노비에프 (1883년–1936년)                                 | 1922년 5월 ↓ 1925년                  | 블라디미르 레닌이 뇌졸중을 일으키자 삼두체제가 성립되어 레닌의 유고를 대신했다. 삼두체제는 레프 카메네프, 이오시프 스탈린, 그리고리 지노비예프로 이루어져 있었다. 1925년 카메네프와 지노비에프가 스탈린과 결별하고 레프 트로츠키에게 가담하기로 하면서 삼두체제는 붕괴되었다 이후 카메네프, 지노비예프, 트로츠키는 모두 스탈린에게 살해당한다. |
| 이오시프 스탈린 (1878년–1953년)                                                                     |                                                                                    | 제13차–제19차                                                       | 1924년 1월 21일 ↓ 1953년 3월 5일†    | 1922년 서기장에 취임한 스탈린은 1934년 서기장직에서 퇴임하고 서기장직 자체도 1952년 10월 폐지되었지만 죽을 때까지 당권을 손에서 놓지 않았다. 스탈린은 1941년 5월 6일 정부수반인 인민위원평의회 주석에 취임했고 1946년 인민위원평의회를 장관평의회로 개칭한 뒤 1953년 3월 5일 죽을 때까지 그 직을 유지했다. 또한 1941년 7월 19일부터 1947년 3월 3일까지 국방성 장관을 지냈으며 독소전쟁 당시 국가보위위원회 주석을 지냈고 1921년–23년 사이에는 민족문제인민위원회의 유일한 위원장을 지냈다.                       |
| | A man in a shirt with dark, curly hair                                             | A man in a dark suit, light shirt and dark tie, smiling             | 1953년 3월 13일 ↓ 1953년 6월 26일    | 스탈린이 죽자 게오르기 말렌코프, 라브렌티 베리야, 뱌체슬라프 몰로토프가 삼두체제를 꾸렸다. 말렌코프가 니키타 흐루쇼프에게 영합하여 베리야를 체포 및 처형함으로써 삼두체제가 끝났다. |
| 라브렌티 베리야 (1899년–1953년)                                                                     | 게오르기 말렌코프 (1902년–1988년)                                                  | 뱌체슬라프 몰로토프 (1890년–1986년)                                 | 1953년 3월 13일 ↓ 1953년 6월 26일    | 스탈린이 죽자 게오르기 말렌코프, 라브렌티 베리야, 뱌체슬라프 몰로토프가 삼두체제를 꾸렸다. 말렌코프가 니키타 흐루쇼프에게 영합하여 베리야를 체포 및 처형함으로써 삼두체제가 끝났다. |
| 게오르기 말렌코프 (1902–1988)                                                                       | A man in a shirt with dark, curly hair                                             | 제19차                                                              | 1953년 3월 5일 ↓ 1955년 2월 8일      | 스탈린의 직함을 모두 계승(서기장직은 스탈린이 죽기 1년 전에 전에 폐지했기 때문에 예외)했으나 불과 1개월만에 그 직위들에서 모두 사퇴해야 했다. 말렌코프는 서기장인 아닌 장관평의회 주석으로서 권력을 장악했으며, 제1서기 흐루쇼프와의 권력투쟁에서 패배해 실각했다. |
| 니키타 흐루쇼프 (1894년–1971년)                                                                     | An elderly man in a suit, with three medals pinned on it                           | 제20차–제22차                                                       | 1955년 2월 8일 ↓ 1964년 10월 14일    | 1953년부터 소련 공산당 중앙위원회 제1서기를 지냈고, 말렌코프를 쫓아낸 뒤 1958년 3월 27일부터 장관평의회 주석을 겸임하여 1964년 10월 14일 실각할 때까지 두 직함을 겸임했다. 압하지야에서 휴가를 보내던 도중 최고 소비에트 상임간부회 주석 레오니트 브레즈네프에게 1964년 10월 13일자 상임간부회 회합에 참여하라는 호출을 받았다. 흐루쇼프가 회합에 참여하자 공산당 간부들은 1957년의 "반당집단" 위기 이후 가장 극렬한 비판을 쏟아내었고, 흐루쇼프는 그 자리에서 모든 공직에서 실각하고 야인이 되었다.             |
| =A man in a dark suit, seated, in discussion with someone to his left                               |                                                                                    |                                                                     | 1964년 10월 14일 ↓ 1977년 6월 16일   | 흐루쇼프 실각 이후 브레즈네프가 제1서기, 알렉세이 코시긴이 정부수반, 아나스타스 미코얀이 국가원수에 취임하는 집단지도체제가 꾸려졌다. 이후 미코얀이 실각하고 그 자리를 니콜라이 포드고르니가 대신했다. 초기에는 권력을 똑같이 나누어 가졌지만, 브레즈네프의 권력이 점점 확대되었고 1977년 브레즈네프가 포드고르니를 실각시키고 국가원수와 서기장을 겸임하게 되자 삼두체제는 해체되었다. 그러나 포드고르니가 축출된 뒤에도 브레즈네프의 나머지 치세 동안 집단지도체제는 형태만 바뀔 뿐 그 본질은 그대로 존속했다. |
| 알렉세이 코시긴 (1904년–1980년)                                                                     | 레오니트 브레즈네프 (1906년–1982년)                                                | 니콜라이 포드고르니 (1903년–1983년)                                 | 1964년 10월 14일 ↓ 1977년 6월 16일   | 흐루쇼프 실각 이후 브레즈네프가 제1서기, 알렉세이 코시긴이 정부수반, 아나스타스 미코얀이 국가원수에 취임하는 집단지도체제가 꾸려졌다. 이후 미코얀이 실각하고 그 자리를 니콜라이 포드고르니가 대신했다. 초기에는 권력을 똑같이 나누어 가졌지만, 브레즈네프의 권력이 점점 확대되었고 1977년 브레즈네프가 포드고르니를 실각시키고 국가원수와 서기장을 겸임하게 되자 삼두체제는 해체되었다. 그러나 포드고르니가 축출된 뒤에도 브레즈네프의 나머지 치세 동안 집단지도체제는 형태만 바뀔 뿐 그 본질은 그대로 존속했다. |
| 레오니트 브레즈네프 (1906년–1982년)                                                                 |                                                                                    | 제23차–제26차                                                       | 1964년 10월 14일 ↓ 1982년 11월 10일† | 레오니트 브레즈네프는 공산당 중앙위원회 제1서기로 재임했으며 이후 명칭을 "서기장"으로 되돌렸다. 1970년대까지는 정부수반 알렉세이 코시긴과 동격으로서 권력을 나눠 가졌다. 이후 권력을 강화하면서 국가원수직인 최고 소비에트 상임간부회 주석을 겸임하게 되었고 코시긴의 권력을 압도했다. |
| 유리 안드로포프 (1914년–1984년)                                                                     |                                                                                    | —                                                                   | 1982년 11월 12일 ↓ 1984년 2월 9일†   | 공산당 중앙위원회 서기장으로서 권력을 장악했고, 1983년 6월 16일부터 1984년 2월 9일 죽을 때까지 최고 소비에트 상임간부회 주석을 겸임하였다. |
| 콘스탄틴 체르넨코 (1911년–1985년)                                                                   |                                                                                    | —                                                                   | 1984년 2월 13일 ↓ 1985년 3월 10일†   | 공산당 중앙위원회 서기장으로서 권력을 장악했고, 1984년 4월 11일부터 1985년 3월 10일 죽을 때까지 최고 소비에트 상임간부회 주석을 겸임하였다. |
| 미하일 고르바초프 (1931년– 2022년)                                                                  | A man in a grey suit, white shirt and dark tie, he has a birthmark on his forehead | 제27차–제28차                                                       | 1985년 3월 11일 ↓ 1991년 8월 19일    | 1985년 3월 11일 서기장에 취임하여 1991년 8월 24일 사퇴했다. 1988년 10월 1일부터 최고 소비에트 상임간부회 주석을 겸임했고 1989년 5월 25일 최고 소비에트 주석으로 개칭하여 1990년 3월 15일까지 재임했다. 최고 소비에트 주석을 폐지하고 신설한 소련 대통령직에 1990년 3월 15일부터 1991년 12월 25일까지 재임했다. |
| 겐나디 야나예프 (1937년–2010년) (찬탈자)                                                            |                                                                                    | 8월 쿠데타                                                          | 1991년 8월 19일 ↓ 1991년 8월 21일    | 1991년 8월 쿠데타 때 국가비상사태위원회를 통해 권력을 잡았다. |
| 미하일 고르바초프 (1931년– 2022년)                                                                  | A man in a grey suit, white shirt and dark tie, he has a birthmark on his forehead | -                                                                   | 1991년 8월 21일 ↓ 1991년 12월 25일   | 8월 쿠데타로 인해 서기장직에서 사퇴하고 대통령 직함만 유지하게 되었다. 1991년 12월 25일 대통령에서마저 사퇴했고, 그 날 소련은 공식적으로 해체되었다. |

## 같이 보기
- 소련의 국가원수
- 소련의 정부수반
- 러시아의 대통령

## 참고 자료
- Andrew, Christopher; Gordievsky, Oleg (1990). KGB: The Inside Story of Its Foreign Operations from Lenin to Gorbachev. HarperCollins Publishers. ISBN 978-0060166052.
- Brown, Archie (1996). The Gorbachev Factor. Oxford University Press. ISBN 978-0-19-827344-8.
- Brown, Archie (2009). The Rise & Fall of Communism. Bodley Head. ISBN 978-0061138799.
- Armstrong, John Alexander (1986). Ideology, Politics, and Government in the Soviet Union: An Introduction. University Press of America. ASIN B002DGQ6K2.
- Bacon, Edwin; Sandle, Mark (2002). Brezhnev Reconsidered. Palgrave Macmillan. ISBN 978-0333794630.
- Baylis, Thomas A. (1989). Governing by Committee: Collegial Leadership in Advanced Societies. State University of New York Press. ISBN 978-0-88706-944-4.
- Cook, Bernard (2001). Europe since 1945: An Encyclopedia 1. Taylor & Francis. ISBN 978-0815313366.
- Clark, William (1988). Lenin: The Man Behind the Mask. Faber and Faber. ISBN 978-0571154609.
- Duiker, William; Spielvogel, Jackson (2006). The Essential World History. Cengage Learning. 572쪽. ISBN 978-0495902270.
- Europa Publications Limited (2004). Eastern Europe, Russia and Central Asia. Routledge. ISBN 978-1857431872.
- Ginsburgs, George; Ajani, Gianmaria; van den Berg, Gerard Peter (1989). Soviet Administrative Law: Theory and Policy. Brill Publishers. ISBN 978-0792302889.
- Gorbachev, Mikhail (1996). Memoirs. 미시간 대학교: Doubleday. ISBN 978-0385480192.
- Green, William C.; Reeves, W. Robert (1993). The Soviet Military Encyclopedia: P–Z. 미시간 대학교: Westview Press. ISBN 978-0813314310.
- Gregory, Paul (2004). The Political Economy of Stalinism: Evidence from the Soviet Secret Archives. Cambridge University Press. ISBN 978-0521533676.
- Hill, Kenneth (1993). Cold War chronology: Soviet–American relations, 1945–1991. 미시간 대학교: Congressional Quarterly. ISBN 978-0871879219.
- Lenin, Vladimir (1920). Collected Works 31. 516쪽.
- Marlowe, Lynn Elizabeth (2005). GED Social Studies. Research and Education Association. ISBN 978-0738601274.
- Paxton, John (2004). Leaders of Russia and the Soviet Union: from the Romanov dynasty to Vladimir Putin. CRC Press. ISBN 978-1579581329.
- Phillips, Steven (2000). Lenin and the Russian Revolution. Heinemann. ISBN 978-0-435-32719-4.
- Rappaport, Helen (1999). Joseph Stalin: A Biographical Companion. ABC-CLIO. ISBN 978-1576070840.
- Sakwa, Richard (1999). The Rise and Fall of the Soviet Union, 1917–1991. Routledge. ISBN 978-0-415-12290-0.
- Reim, Melanie (2002). The Stalinist Empire. Twenty-first Century Books. ISBN 978-0-7613-2558-1.
- Service, Robert (2009). History of Modern Russia: From Tsarism to the Twenty-first Century. Penguin Books Ltd. ISBN 978-0674034938.
- Service, Robert (2005). Stalin: A Biography. Harvard University Press. ISBN 978-0674016972.
- Taubman, William (2003). Khrushchev: The Man and His Era. W.W. Norton & Company. ISBN 978-0393051445.
- Tinggaard Svendsen, Gert; Svendsen, Gunnar Lind Haase (2009). Handbook of Social Capital: The Troika of Sociology, Political Science and Economics. Edward Elgar Publishing. ISBN 978-1845423230.
- Zemtsov, Ilya (1989). Chernenko: The Last Bolshevik: The Soviet Union on the Eve of Perestroika. Transaction Publishers. ISBN 978-0887382604.